# Iğdır (prowincja)
Prowincja Iğdır (tur. Iğdır Ili) – jednostka administracyjna w Turcji, położona w Regionie Wschodnia Anatolia (tur. Doğu Anadolu Bölgesi), przy  granicy z Armenią, Azerbejdżanem (Nachiczewańska Republika Autonomiczna) i Iranem.  W latach 1878–1917 prowincja należała do Cesarstwa Rosyjskiego. Natomiast w latach 1918–1920 wchodziła w skład Demokratycznej Republiki Armenii. Zamieszkiwana jest obecnie głównie przez Kurdów, Turków i Azerów. Na obszarze prowincji  Iğdır znajduje się Góra Ararat.

## Dystrykty

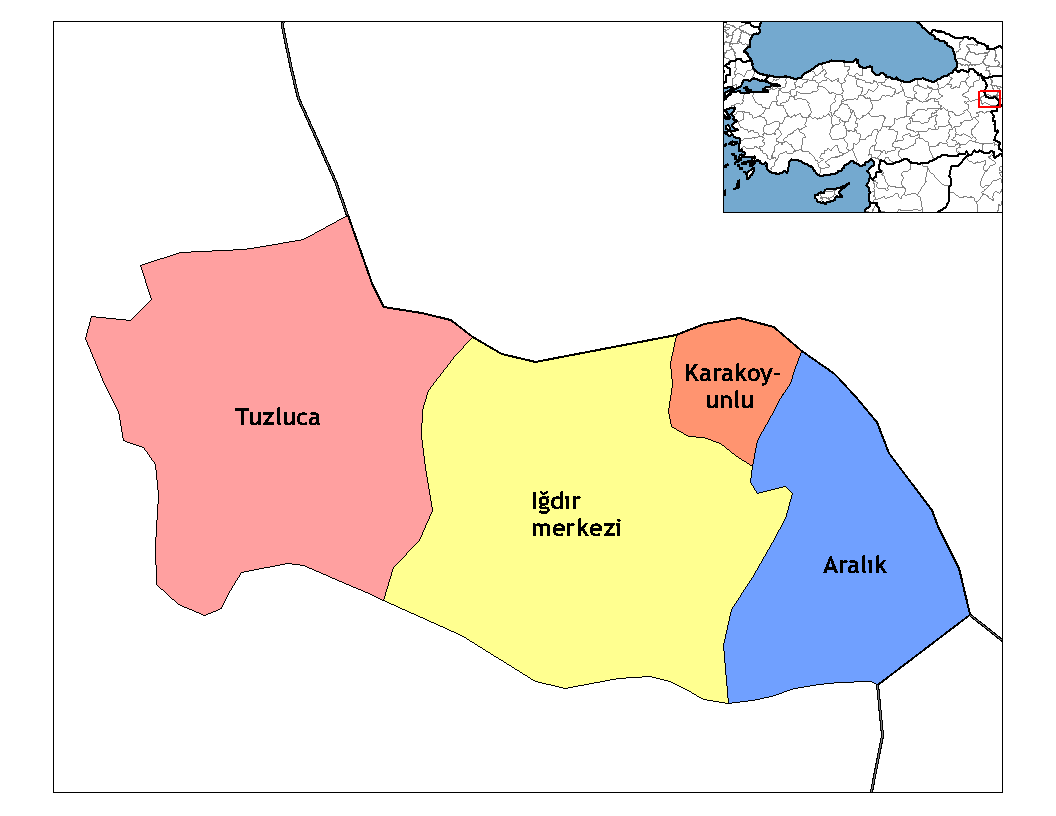
Dystrykty w prowincji Iğdır

Prowincja Iğdır dzieli się na cztery dystrykty:
- Aralık
- Iğdır
- Karakoyunlu
- Tuzluca